# Palčana arterija
Palčana arterija (lat. arteria radialis) uz lakatnu arteriju (lat. arteria ulnaris) jedna je od završnih grana nadlaktične arterije (lat. arteria brachialis) koja oksigeniranom krvlju opsrbljuje lateralni dio podlaktice.
Palčana arterija polazi od nadlaktične u lakatnoj jami (lat. fossa cubiti) i završava u dlanu nakon što se spoji sa završnom granom lakatne arterije i zajedno čine duboki arterijski luk dlana (lat. arcus palmaris profundus).

## Tijek
Grane palčane arterije dijele se u 3 skupine prema položaju na:
- podlaktici: lat. arteria recurrens radialis, lat. ramus carpeus palmaris arteria radialis, lat. ramus palmaris superficialis arteriae radialis
- zapešću: lat. rete carpale dorsale, lat. I (prva) arteria digitalis dorsalis
- dlanu: lat. arteria princeps pollicis, lat. arteria radialis indicis, završna grana lat. arcus palmaris profundus